# Santa Fe de la Labor
Santa Fe de la Labor är en ort i Mexiko.   Den ligger i kommunen Huaniqueo och delstaten Michoacán de Ocampo, i den centrala delen av landet, 260 km väster om huvudstaden Mexico City. Santa Fe de la Labor ligger 2 032 meter över havet och antalet invånare är 208.
Terrängen runt Santa Fe de la Labor är kuperad åt nordost, men åt sydväst är den platt. Runt Santa Fe de la Labor är det ganska tätbefolkat, med 139 invånare per kvadratkilometer. Närmaste större samhälle är Coeneo de la Libertad, 10,3 km sydväst om Santa Fe de la Labor. I omgivningarna runt Santa Fe de la Labor växer huvudsakligen savannskog.